# Chenopodium hircinum
Chenopodium hircinum là loài thực vật có hoa thuộc họ Dền. Loài này được Schrad. mô tả khoa học đầu tiên năm 1833.